# 六氟砷酸镁
六氟砷酸镁是一种无机化合物，化学式为Mg(AsF6)2。它可由氟化镁和五氟化砷在无水氟化氢中于室温反应得到。它可以和稀有气体氟化物反应，生成[Mg(XeF2)(XeF4)](AsF6)2、[Mg(KrF2)4](AsF6)2等。它受热分解，生成氟化镁。